# Трнови (Цетинград)
Трнови су насељено место у општини Цетинград, на Кордуну, Карловачка жупанија, Република Хрватска.

## Географија
Трнови се налазе око 11 км јужно од Цетинграда.

## Историја
Трнови су се од распада Југославије до августа 1995. године налазили у Републици Српској Крајини. До 1991. били су у саставу насељеног места Боговоља, а од 2001. су самостално насеље. До територијалне реорганизације у Хрватској налазили су се у саставу бивше велике општине Слуњ.

## Становништво
Према попису становништва из 2011. године, насеље Трнови није имало становника.

### Број становника по пописима
| Националност   | 2001. | 1991. | 1981. | 1971. | 1961. | 1953. | 1948. | 1931. | 1921. | 1910. | 1900. | 1890. | 1880. | 1869. | 1857. |
| бр. становника | 13    | 32    | 43    | 106   | 139   | 171   | 170   | 212   | 178   | 147   | 164   | 152   | %     | %     | %     |

- напомене:

У 2001. настало издвајањем из насеља Боговоља. Као део насеља исказивано од 1890. У 1857. и 1869. подаци садржани у насељу Боговоља, а у 1880. у насељу Крушковача.